# Lookout! Records
Lookout! Records war ein US-amerikanisches Musiklabel für Punkmusik mit Sitz in Berkeley, Kalifornien.
Die Firma wurde 1987 von Larry Livermore und David Hayes gegründet. Hayes verließ das Label jedoch im Jahr 1989 wieder und gründete die Unternehmen Very Small Records und Too Many Records. 1997 verkaufte Larry Livermore das Unternehmen an den früheren Postangestellten Chris Appelgren.
Seit der Gründung von Lookout! Records förderte das Label Punk-/Pop-Punkbands vor allem der lokalen Bay-Area-Szene, mittlerweile produziert es auch Hardcore- und Indie-Rock-Bands.
Labelgründer Livermore spielte in der von 1985 bis 1990 bestehenden Punkband The Lookouts (mit dem 12-jährigen späteren Green-Day-Schlagzeuger Tré Cool), die Namensgeber und auch erste Plattenveröffentlichung des dann gegründeten Labels waren.
Bedeutendste Band der Anfangsjahre war Operation Ivy. Lookout! Records spielte für den Erfolg von Green Day eine große Rolle, da das Unternehmen die ersten zwei EPs 1000 Hours und Slappy sowie die ersten beiden Alben 39/Smooth und Kerplunk! produzierte.
The Donnas waren bis 2002 beim Label unter Vertrag, bevor sie zum Major-Label Atlantic wechselten.
Im August 2005 gab das Unternehmen bekannt, dass das Plattenunternehmen aufgrund finanzieller Schwierigkeiten eine „Gesundschrumpfung“ durchführen muss. Verschlimmert wurde die Lage dadurch, dass Green Day Lookout! Records aufgrund ausstehender Zahlungen den Vertrieb der im Label erschienenen ersten beiden Green Day-Alben entzogen hatte.
Im Dezember 2009 kündigte das Label einen „finanziellen Wiederaufbau (financial reconstruction)“ an, der aber wenig erfolgreich war.
Im Januar 2012 löste sich das Label offiziell auf.

## Bands
Weitere bedeutende Bands auf Lookout! und für die Pop-Punk Musikausrichtung typische Bands sind bzw. waren:
- Avail
- The Donnas
- Green Day
- Groovie Ghoulies
- Mr. T Experience
- Operation Ivy
- The Queers
- Rancid
- Screeching Weasel
- Ted Leo and The Pharmacists
- The Cost